# Joyce Aciro
Joyce Aciro ist eine ehemalige ugandische Leichtathletin, die sich auf das Kugelstoßen spezialisiert hat. Ihren größten Erfolg feierte sie mit dem Gewinn der Goldmedaille bei den Afrikaspielen 1978 in Algier.

## Sportliche Laufbahn
Joyce Aciro startete 1974 bei den British Commonwealth Games in Christchurch und schied dort mit einer Weite von 12,20 m in der Qualifikationsrunde aus. 1978 siegte sie mit neuem Spiele- und Landesrekord von 14,47 m bei den Afrikaspielen in Algier und im Jahr darauf gewann sie bei den Afrikameisterschaften in Dakar mit 12,95 m die Bronzemedaille hinter der Gabunerin Odette Mistoul und Grace Apiafi aus Nigeria.